# 독일 영년
《독일 영년》(이탈리아어: Germania anno zero)은 1948년 개봉한 드라마 영화이다. 로베르토 로셀리니가 감독과 공동각본을 맡았다. 1948 로카르노 영화제 황금표범상 수상작이다.

## 출연
- 프랜즈-오토 크루거

## 기타
- 기타스텝: Kurt Doubrawsky
- 구상: 로베르토 로셀리니
- 번역: Sergio Amidel